# Kadyktchan
Kadyktchan (en russe : Кадыкча́н) est un village de l'oblast de Magadan, en Russie. L'essentiel des bâtiments est toujours debout, et au 1er janvier 2022, la population était seulement de 3 habitants.

## Géographie
Kadyktchan se trouve à 65 km au nord-ouest de Soussouman, à 441 km au nord-ouest de Magadan et à 5 487 km à l'est de Moscou.

## Histoire
Kadyktchan a été construite par des prisonniers de la Seconde Guerre mondiale envoyés dans les camps du Goulag. Il loge plus tard des mineurs de charbon des exploitations alentour, fournissant de l'énergie à la centrale électrique d'Arkagalinskaïa. La profondeur des mines était d'environ 400 mètres.
Après la dislocation de l'Union soviétique, les mines de charbon de la région sont devenues de moins en moins rentables. En 1996, une explosion de mine tue six personnes, conduisant le gouvernement à fermer les mines et à payer les résidents pour aller s'installer ailleurs. Kadyktchan devient officiellement une ville fantôme en 2010, avant de perdre son statut en 2021, avec la présence de 4 habitants.

## Population
Recensements ou estimations de la population.
| 1970  | 1979  | 1986   | 1989  | 2002 | 2004 | 2005 | 2006 |
| ----- | ----- | ------ | ----- | ---- | ---- | ---- | ---- |
| 3 378 | 4 764 | 10 270 | 5 794 | 875  | 600  | 433  | 33   |

| 2007 | 2008 | 2009 | 2010 | 2011 | 2012 | 2013 | 2014 |
| ---- | ---- | ---- | ---- | ---- | ---- | ---- | ---- |
| 227  | 256  | 235  | 0    | 0    | 0    | 0    | 0    |

| 2015 | 2016 | 2017 | 2018 | 2019 | 2020 | 2021 | 2022 |
| ---- | ---- | ---- | ---- | ---- | ---- | ---- | ---- |
| 0    | 0    | 0    | 0    | 0    | 0    | 4    | 3    |

## Galerie

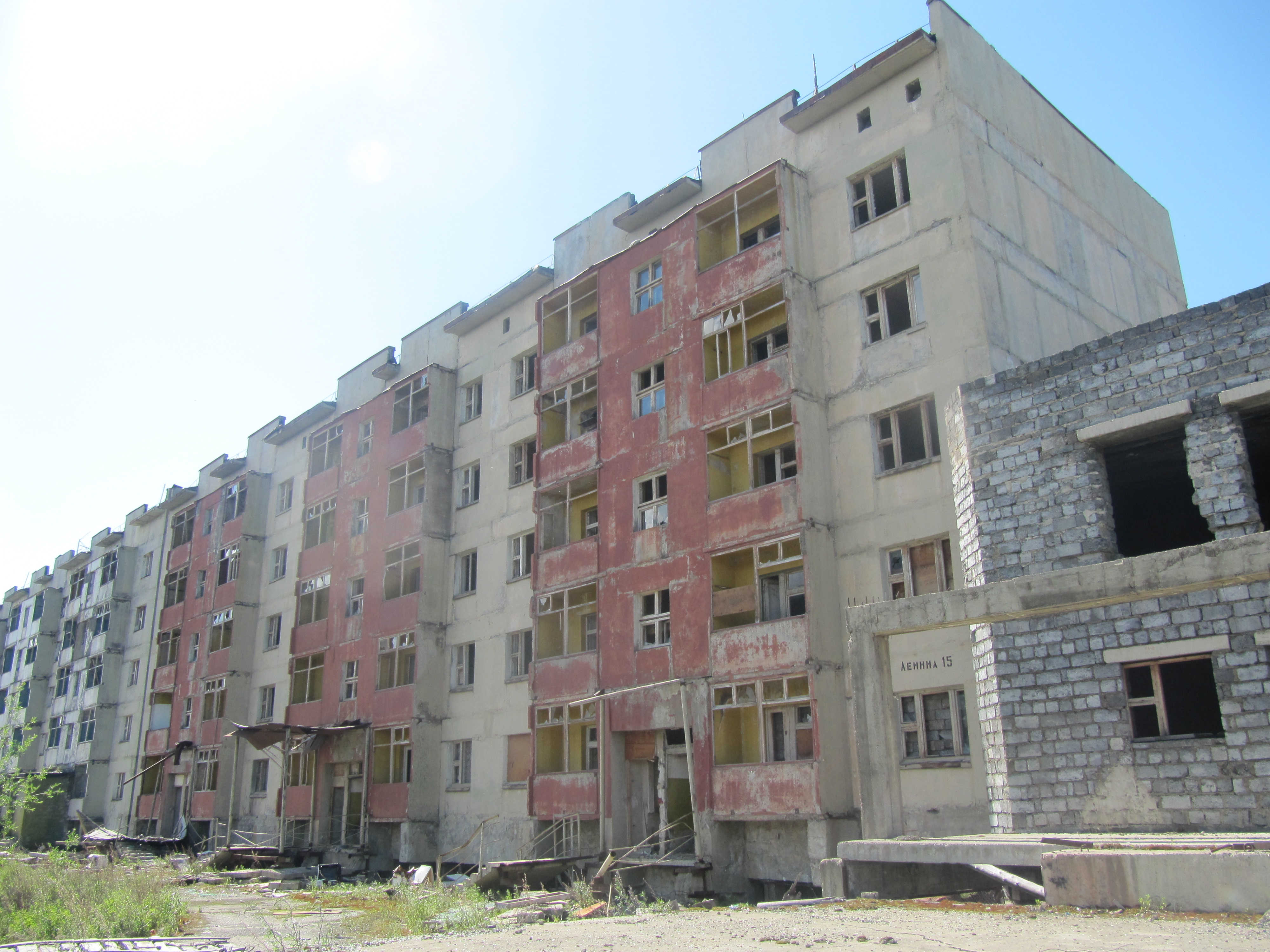
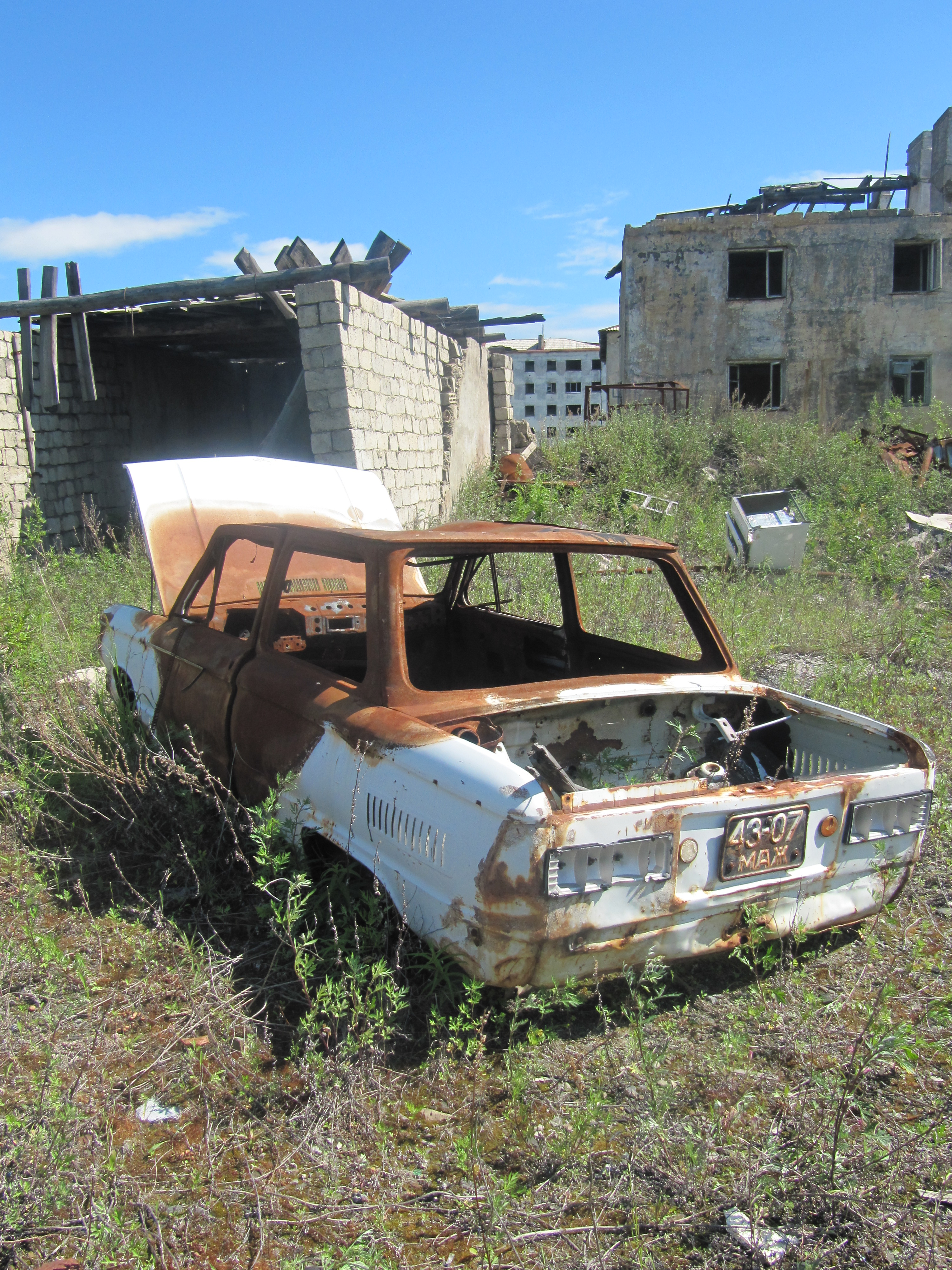
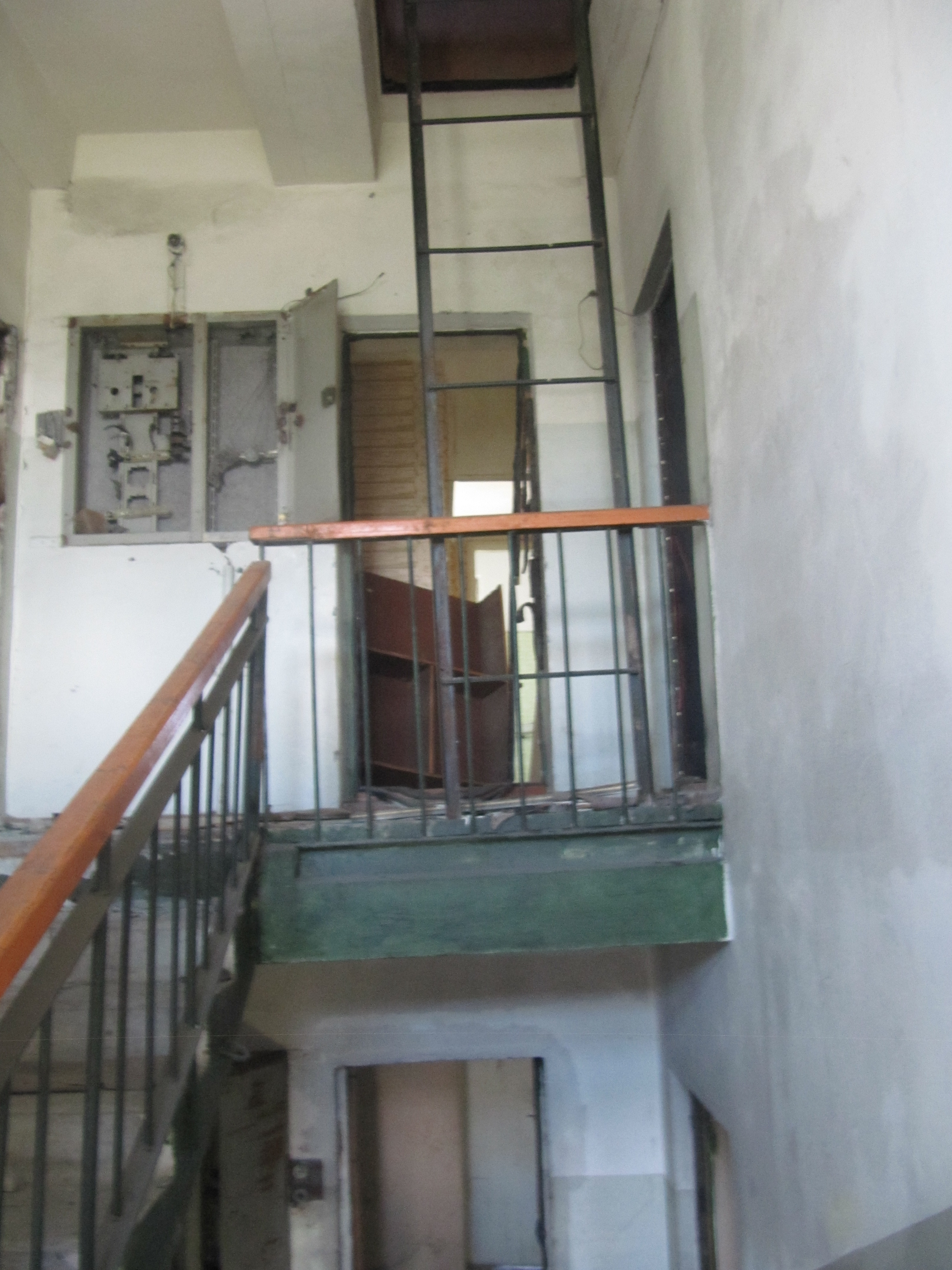
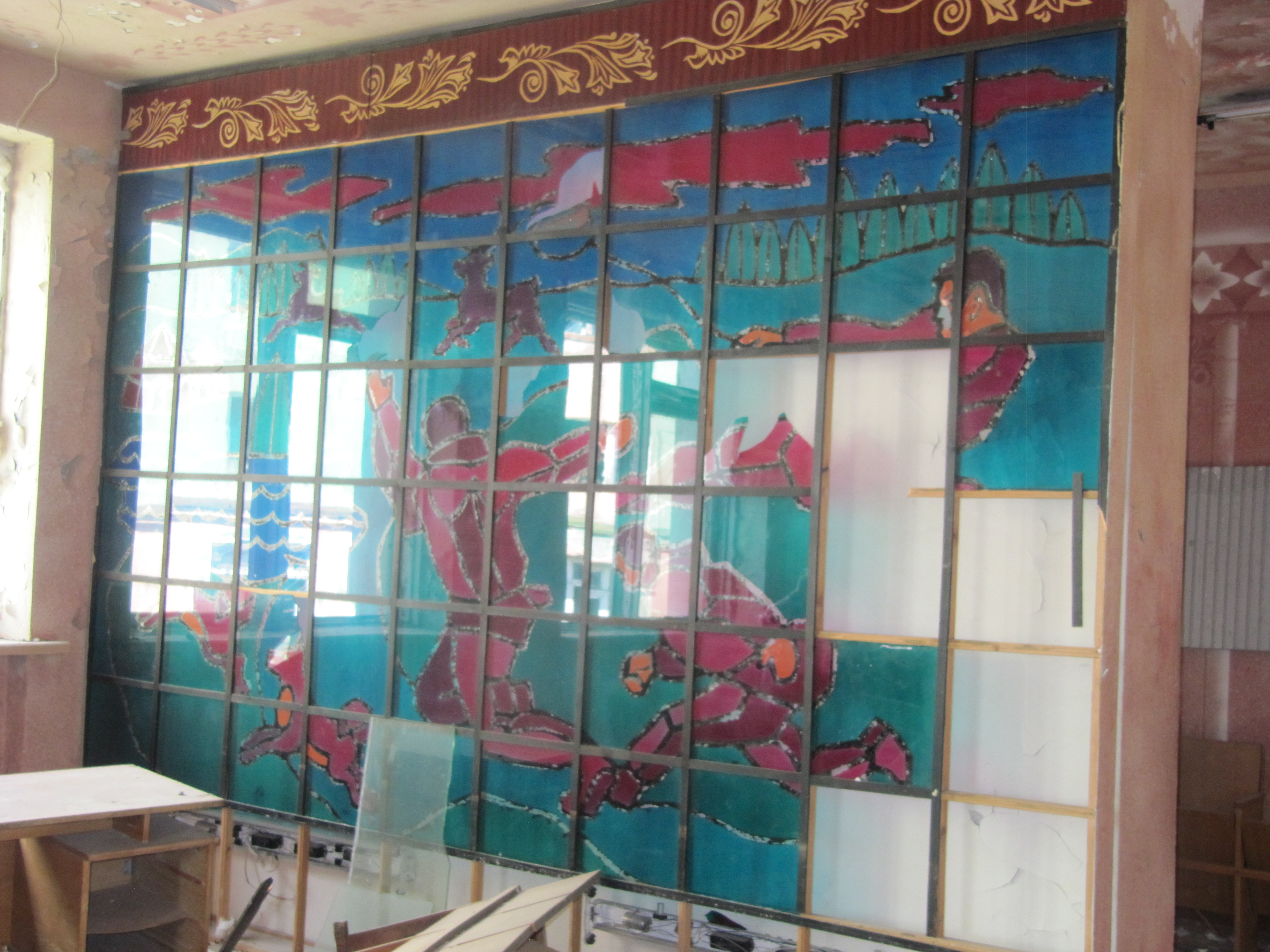

## Sources
- (en) Cet article est partiellement ou en totalité issu de l’article de Wikipédia en anglais intitulé « Kadykchan » (voir la liste des auteurs).

## Annexe